# IJshockey op de Olympische Winterspelen 2018 - Vrouwen
Het ijshockeytoernooi voor vrouwen op de Olympische Winterspelen 2018 vond plaats in het Zuid-Koreaanse Pyeongchang. Er werd gespeeld van 10 tot en met 22 februari in het Gangneung Hockey Centre en de Kwandong Hockey Centre. De titelverdediger was Canada. Dit land won nu de zilveren medaille. Het goud was voor de Verenigde Staten en het brons voor Finland.

## Opzet
De vier hoogst geklasseerde teams zullen in groep A spelen en de andere vier teams komen uit in groep B. De winnaar en nummer twee van groep A plaatsen zich direct voor de halve finale. De nummers drie en vier van groep A spelen in de kwartfinale tegen de winnaar en nummer twee uit groep B. De twee winnaars van de kwartfinales zullen doorstromen naar de halve finale. Vervolgens wordt er verder gespeeld volgens het knock-outsysteem. De verliezers van de kwartfinales en de laatste twee uit groep B spelen onderling nog wedstrijden voor de plaatsen acht tot en met vijf.

## Wedstrijdschema
| Onderdeel     | Datum       | Lokale tijd | MET   |
| ------------- | ----------- | ----------- | ----- |
| Groepsfase    | 10 februari | 16:40       | 08:40 |
| Groepsfase    | 10 februari | 21:10       | 13:10 |
| Groepsfase    | 11 februari | 16:40       | 08:40 |
| Groepsfase    | 11 februari | 21:10       | 13:10 |
| Groepsfase    | 12 februari | 16:40       | 08:40 |
| Groepsfase    | 12 februari | 21:10       | 13:10 |
| Groepsfase    | 13 februari | 16:40       | 08:40 |
| Groepsfase    | 13 februari | 21:10       | 13:10 |
| Groepsfase    | 14 februari | 12:10       | 04:10 |
| Groepsfase    | 14 februari | 16:40       | 08:40 |
| Groepsfase    | 15 februari | 12:10       | 04:10 |
| Groepsfase    | 15 februari | 16:40       | 08:40 |
| Kwartfinales  | 17 februari | 12:10       | 04:10 |
| Kwartfinales  | 17 februari | 16:40       | 08:40 |
| 5e-8e plaats  | 18 februari | 12:10       | 04:10 |
| 5e-8e plaats  | 18 februari | 16:40       | 08:40 |
| Halve finales | 19 februari | 13:10       | 05:10 |
| Halve finales | 19 februari | 21:10       | 13:10 |
| 7e/8e plaats  | 20 februari | 12:10       | 04:10 |
| 5e/6e plaats  | 20 februari | 16:40       | 08:40 |
| 3e/4e plaats  | 21 februari | 16:40       | 08:40 |
| Finale        | 22 februari | 13:10       | 05:10 |

## Kwalificatie

### Proces
Zuid-Korea was als gastland automatisch gekwalificeerd. Van de zeven overgebleven plekken werden er vijf gevuld door de top vijf van de IIHF World Ranking na de wereldkampioenschappen ijshockey in 2016. Verenigde Staten, Canada, Finland, Rusland en Zweden kwalificeerden zich zodoende voor de Olympische Winterspelen. De overgebleven twee startbewijzen werden vergeven tijdens twee kwalificatietoernooien in Zwitserland en Japan. In beide landen wist het thuisteam kwalificatie af te dwingen.

### Deelnemende landen
| Land             | Kwalificatie         | Kwalificatie     | Eerder deelnames | Eerder deelnames | Eerder deelnames                                                          |
| Land             | Manier               | Datum            | Aantal           | Sotsji 2014      | Beste prestatie                                                           |
| ---------------- | -------------------- | ---------------- | ---------------- | ---------------- | ------------------------------------------------------------------------- |
| Zuid-Korea       | Thuisland            | Thuisland        | 0                | n.v.t.           | n.v.t.                                                                    |
| Verenigde Staten | IIHF Ranking 1       | 10 april 2016    | 5                | 2e plaats        | Kampioen (Nagano 1998)                                                    |
| Canada           | IIHF Ranking 2       | 10 april 2016    | 5                | Kampioen         | Kampioen (Salt Lake City 2002, Turijn 2006, Vancouver 2010 & Sotsji 2014) |
| Finland          | IIHF Ranking 3       | 10 april 2016    | 5                | 5e plaats        | 3e plaats (Nagano 1998 & Vancouver 2010)                                  |
| Rusland          | IIHF Ranking 4       | 10 april 2016    | 4                | 6e plaats        | 5e plaats (Salt Lake City 2002)                                           |
| Zweden           | IIHF Ranking 5       | 10 april 2016    | 5                | 4e plaats        | 2e plaats (Turijn 2006)                                                   |
| Zwitserland      | Kwalificatietoernooi | 12 februari 2017 | 4                | 3e plaats        | 3e plaats (Sotsji 2014)                                                   |
| Japan            | Kwalificatietoernooi | 12 februari 2017 | 2                | 8e plaats        | 5e plaats (Nagano 1998)                                                   |

## Groepsfase
Alle tijden zijn lokaal (UTC+9).

### Groep A
| # | Land                           | Wedstrijden | Wedstrijden | Wedstrijden | Wedstrijden | Wedstrijden | Doelpunten | Doelpunten | Doelpunten | Punten |
| # | Land                           | G           | W           | OTW         | OTV         | V           | V          | T          | Saldo      | Punten |
| - | ------------------------------ | ----------- | ----------- | ----------- | ----------- | ----------- | ---------- | ---------- | ---------- | ------ |
| 1 | Canada                         | 3           | 3           | 0           | 0           | 0           | 11         | 2          | +9         | 9      |
| 2 | Verenigde Staten               | 3           | 2           | 0           | 0           | 1           | 9          | 3          | +6         | 6      |
| 3 | Finland                        | 3           | 1           | 0           | 0           | 2           | 7          | 8          | -1         | 3      |
| 4 | Olympische atleten uit Rusland | 3           | 0           | 0           | 0           | 3           | 1          | 15         | -14        | 0      |

| 11 februari 2018 16:40 | Finland | 1–3 (1–0, 0–2, 0–1) | Verenigde Staten | Kwandong Hockey Centre Toeschouwers: 4.032 |

| Wedstrijdreferentie                        | Wedstrijdreferentie | Wedstrijdreferentie                                                                                  | Wedstrijdreferentie | Wedstrijdreferentie                                                                                 |
| ------------------------------------------ | ------------------- | --- | ------------------- | --------------------------------------------------------------------------------------------------- |
|                                            | Noora Räty          | Goalies                                                                                              | Maddie Rooney       | Scheidsrechters: Nicole Hertrich Aina Hove Grensrechters: Charlotte Girard-Fabre Veronica Johansson |
| V. Hovi (P. Nieminen, L. Välimäki) – 19:54 | 1–0 1–1 1–2 1–3     | 28:58 – M. Lamoureux 31:29 – K. Coyne (H. Knight, B. Decker) 59:47 – D. Cameranesi (M. Keller) (ENG) |                     | Scheidsrechters: Nicole Hertrich Aina Hove Grensrechters: Charlotte Girard-Fabre Veronica Johansson |
| 8 min                                      | Penalty's           | 4 min                                                                                                |                     | Scheidsrechters: Nicole Hertrich Aina Hove Grensrechters: Charlotte Girard-Fabre Veronica Johansson |
| 24                                         | Schoten             | 42                                                                                                   |                     | Scheidsrechters: Nicole Hertrich Aina Hove Grensrechters: Charlotte Girard-Fabre Veronica Johansson |

| 11 februari 2018 21:10 | Canada | 5–0 (0–0, 3–0, 2–0) | Olympische atleten uit Rusland | Kwandong Hockey Centre Toeschouwers: 3.912 |

| Wedstrijdreferentie | Wedstrijdreferentie | Wedstrijdreferentie | Wedstrijdreferentie                     | Wedstrijdreferentie                                                                            |
| --- | ------------------- | ------------------- | --------------------------------------- | ---------------------------------------------------------------------------------------------- |
| | Ann-Renée Desbiens  | Goalies             | Nadezjda Morozova Nadezjda Aleksandrova | Scheidsrechters: Nikoleta Celárová Katarina Timglas Grensrechters: Jenni Heikkinen Lisa Linnek |
| R. Johnston (B. Jenner, J. Saulnier) – 21:55 H. Irwin (R. Johnston) (PP) – 24:13 M. Daoust (M. Agosta, M. Poulin) – 35:58 R. Johnston (B. Lacquette, M. Poulin) (PP2) – 48:41 M. Daoust (M. Poulin) – 50:44 | 1–0 2–0 3–0 4–0 5–0 |                     |                                         | Scheidsrechters: Nikoleta Celárová Katarina Timglas Grensrechters: Jenni Heikkinen Lisa Linnek |
| 4 min | Penalty's           | 14 min              |                                         | Scheidsrechters: Nikoleta Celárová Katarina Timglas Grensrechters: Jenni Heikkinen Lisa Linnek |
| 48 | Schoten             | 18                  |                                         | Scheidsrechters: Nikoleta Celárová Katarina Timglas Grensrechters: Jenni Heikkinen Lisa Linnek |

| 13 februari 2018 16:40 | Canada | 4–1 (2–0, 2–0, 0–1) | Finland | Kwandong Hockey Centre Toeschouwers: 3.879 |

| Wedstrijdreferentie | Wedstrijdreferentie | Wedstrijdreferentie                        | Wedstrijdreferentie | Wedstrijdreferentie                                                                           |
| --- | ------------------- | ------------------------------------------ | ------------------- | --------------------------------------------------------------------------------------------- |
| | Shannon Szabados    | Goalies                                    | Noora Räty          | Scheidsrechters: Dina Allena Melissa Szkola Grensrechters: Veronica Johansson Jessica Leclerc |
| M. Agosta (M. Daoust) – 00:35 M. Poulin – 17:11 M. Daoust (L. Fortino, M. Agosta) – 28:19 J. Saulnier (R. Johnston) – 38:26 | 1–0 2–0 3–0 4–0 4–1 | 47:17 – R. Välilä (S. Tapani, M. Karvinen) |                     | Scheidsrechters: Dina Allena Melissa Szkola Grensrechters: Veronica Johansson Jessica Leclerc |
| 8 min | Penalty's           | 10 min                                     |                     | Scheidsrechters: Dina Allena Melissa Szkola Grensrechters: Veronica Johansson Jessica Leclerc |
| 32 | Schoten             | 23                                         |                     | Scheidsrechters: Dina Allena Melissa Szkola Grensrechters: Veronica Johansson Jessica Leclerc |

| 13 februari 2018 21:10 | Verenigde Staten | 5–0 (1–0, 3–0, 1–0) | Olympische atleten uit Rusland | Kwandong Hockey Centre Toeschouwers: 3.797 |

| Wedstrijdreferentie | Wedstrijdreferentie | Wedstrijdreferentie | Wedstrijdreferentie                  | Wedstrijdreferentie                                                                                        |
| --- | ------------------- | ------------------- | ------------------------------------ | --- |
| | Nicole Hensley      | Goalies             | Valeria Tarakanova Nadezjda Morozova | Scheidsrechters: Gabrielle Ariano-Lortie Gabriella Gran Grensrechters: Zuzana Svobodová Johanna Tauriainen |
| K. Bellamy (J. Lamoureux, G. Marvin) – 08:02 J. Lamoureux (M. Lamoureux) – 31:46 J. Lamoureux – 31:52 G. Marvin (A. Pelkey, M. Duggan) – 34:38 H. Brandt (D. Cameranesi, M. Keller) – 58:23 | 1–0 2–0 3–0 4–0 5–0 |                     |                                      | Scheidsrechters: Gabrielle Ariano-Lortie Gabriella Gran Grensrechters: Zuzana Svobodová Johanna Tauriainen |
| 2 min | Penalty's           | 6 min               |                                      | Scheidsrechters: Gabrielle Ariano-Lortie Gabriella Gran Grensrechters: Zuzana Svobodová Johanna Tauriainen |
| 50 | Schoten             | 13                  |                                      | Scheidsrechters: Gabrielle Ariano-Lortie Gabriella Gran Grensrechters: Zuzana Svobodová Johanna Tauriainen |

| 15 februari 2018 12:10 | Verenigde Staten | 1–2 (0–0, 0–2, 1–0) | Canada | Kwandong Hockey Centre Toeschouwers: 3.885 |

| Wedstrijdreferentie          | Wedstrijdreferentie | Wedstrijdreferentie                                                           | Wedstrijdreferentie | Wedstrijdreferentie                                                                           |
| ---------------------------- | ------------------- | ----------------------------------------------------------------------------- | ------------------- | --------------------------------------------------------------------------------------------- |
|                              | Maddie Rooney       | Goalies                                                                       | Geneviève Lacasse   | Scheidsrechters: Aina Hove Katarina Timglas Grensrechters: Jenni Heikkinen Veronica Johansson |
| K. Coyne (B. Decker) – 40:23 | 0–1 0–2 1–2         | 27:18 – M. Agosta (N. Spooner, B. Jenner) (PP) 34:56 – S. Nurse (J. Larocque) |                     | Scheidsrechters: Aina Hove Katarina Timglas Grensrechters: Jenni Heikkinen Veronica Johansson |
| 12 min                       | Penalty's           | 8 min                                                                         |                     | Scheidsrechters: Aina Hove Katarina Timglas Grensrechters: Jenni Heikkinen Veronica Johansson |
| 45                           | Schoten             | 23                                                                            |                     | Scheidsrechters: Aina Hove Katarina Timglas Grensrechters: Jenni Heikkinen Veronica Johansson |

| 15 februari 2018 16:40 | Olympische atleten uit Rusland | 1–5 (0–1, 0–2, 1–2) | Finland | Kwandong Hockey Centre Toeschouwers: 3.353 |

| Wedstrijdreferentie                | Wedstrijdreferentie     | Wedstrijdreferentie | Wedstrijdreferentie | Wedstrijdreferentie                                                                     |
| ---------------------------------- | ----------------------- | --- | ------------------- | --------------------------------------------------------------------------------------- |
|                                    | Nadezjda Morozova       | Goalies | Noora Räty          | Scheidsrechters: Nicole Hertrich Melissa Szkola Grensrechters: Lisa Linnek Justine Todd |
| A. Sjochina (L. Beljakova) – 44:50 | 0–1 0–2 0–3 1–3 1–4 1–5 | 17:47 – M. Karvinen (J. Hiirikoski) (PP) 20:20 – M. Karvinen (E. Nuutinen, R. Välilä) 39:08 – R. Välilä 52:49 – M. Tuominen (Hiirikoski, Nieminen) (PP) 55:33 – P. Nieminen |                     | Scheidsrechters: Nicole Hertrich Melissa Szkola Grensrechters: Lisa Linnek Justine Todd |
| 8 min                              | Penalty's               | 4 min |                     | Scheidsrechters: Nicole Hertrich Melissa Szkola Grensrechters: Lisa Linnek Justine Todd |
| 25                                 | Schoten                 | 37 |                     | Scheidsrechters: Nicole Hertrich Melissa Szkola Grensrechters: Lisa Linnek Justine Todd |

### Groep B
| # | Land        | Wedstrijden | Wedstrijden | Wedstrijden | Wedstrijden | Wedstrijden | Doelpunten | Doelpunten | Doelpunten | Punten |
| # | Land        | G           | W           | OTW         | OTV         | V           | V          | T          | Saldo      | Punten |
| - | ----------- | ----------- | ----------- | ----------- | ----------- | ----------- | ---------- | ---------- | ---------- | ------ |
| 1 | Zwitserland | 3           | 3           | 0           | 0           | 0           | 13         | 2          | +11        | 9      |
| 2 | Zweden      | 3           | 2           | 0           | 0           | 1           | 11         | 3          | +8         | 6      |
| 3 | Japan       | 3           | 1           | 0           | 0           | 2           | 6          | 6          | 0          | 3      |
| 4 | Korea       | 3           | 0           | 0           | 0           | 3           | 1          | 20         | -19        | 0      |

| 10 februari 2018 16:40 | Japan | 1–2 (0–1, 1–0, 0–1) | Zweden | Kwandong Hockey Centre Toeschouwers: 3.762 |

| Wedstrijdreferentie        | Wedstrijdreferentie | Wedstrijdreferentie                                                        | Wedstrijdreferentie | Wedstrijdreferentie                                                                     |
| -------------------------- | ------------------- | -------------------------------------------------------------------------- | ------------------- | --------------------------------------------------------------------------------------- |
|                            | Nana Fujimoto       | Goalies                                                                    | Sara Grahn          | Scheidsrechters: Katie Guay Melissa Szkola Grensrechters: Nataša Pagon Zuzana Svobodová |
| R. Ukita (H. Kubo) – 36:52 | 0–1 1–1 1–2         | 02:21 – F. Rask (S. Küller, O. Carlsson) 41:53 – S. Hjalmarsson (E. Grahm) |                     | Scheidsrechters: Katie Guay Melissa Szkola Grensrechters: Nataša Pagon Zuzana Svobodová |
| 2 min                      | Penalty's           | 8 min                                                                      |                     | Scheidsrechters: Katie Guay Melissa Szkola Grensrechters: Nataša Pagon Zuzana Svobodová |
| 31                         | Schoten             | 26                                                                         |                     | Scheidsrechters: Katie Guay Melissa Szkola Grensrechters: Nataša Pagon Zuzana Svobodová |

| 10 februari 2018 21:10 | Zwitserland | 8–0 (3–0, 3–0, 2–0) | Korea | Kwandong Hockey Centre Toeschouwers: 3.606 |

| Wedstrijdreferentie | Wedstrijdreferentie             | Wedstrijdreferentie | Wedstrijdreferentie | Wedstrijdreferentie                                                                             |
| --- | ------------------------------- | ------------------- | ------------------- | ----------------------------------------------------------------------------------------------- |
| | Florence Schelling              | Goalies             | Shin So-jung        | Scheidsrechters: Dina Allen Gabrielle Ariano-Lortie Grensrechters: Jessica Leclerc Justine Todd |
| A. Müller (S. Benz) (SH) – 10:23 A. Müller (S. Benz, L. Stalder) – 11:24 A. Müller (S. Benz, C. Meier) – 19:49 A. Müller – 21:26 P. Stänz (E. Raselli) – 22:21 P. Stänz (E. Raselli) – 37:19 L. Stalder (C. Meier, A. Müller) (PP) – 49:42 L. Stalder (A. Müller) – 51:48 | 1–0 2–0 3–0 4–0 5–0 6–0 7–0 8–0 |                     |                     | Scheidsrechters: Dina Allen Gabrielle Ariano-Lortie Grensrechters: Jessica Leclerc Justine Todd |
| 12 min | Penalty's                       | 6 min               |                     | Scheidsrechters: Dina Allen Gabrielle Ariano-Lortie Grensrechters: Jessica Leclerc Justine Todd |
| 52 | Schoten                         | 8                   |                     | Scheidsrechters: Dina Allen Gabrielle Ariano-Lortie Grensrechters: Jessica Leclerc Justine Todd |

| 12 februari 2018 16:40 | Zwitserland | 3–1 (0–0, 2–0, 1–1) | Japan | Kwandong Hockey Centre Toeschouwers: 4.033 |

| Wedstrijdreferentie                                                                        | Wedstrijdreferentie | Wedstrijdreferentie                | Wedstrijdreferentie | Wedstrijdreferentie                                                                   |
| ------------------------------------------------------------------------------------------ | ------------------- | ---------------------------------- | ------------------- | ------------------------------------------------------------------------------------- |
|                                                                                            | Florence Schelling  | Goalies                            | Nana Fujimoto       | Scheidsrechters: Gabriella Gran Aina Hove Grensrechters: Jenni Heikkinen Nataša Pagon |
| S. Benz (D. Rüegg, L. Benz) (PP) – 30:19 S. Benz (C. Meier) (PP) – 33:10 A. Müller – 44:27 | 1–0 2–0 3–0 3–1     | 47:33 – H. Kubo (M. Hori, H. Toko) |                     | Scheidsrechters: Gabriella Gran Aina Hove Grensrechters: Jenni Heikkinen Nataša Pagon |
| 10 min                                                                                     | Penalty's           | 8 min                              |                     | Scheidsrechters: Gabriella Gran Aina Hove Grensrechters: Jenni Heikkinen Nataša Pagon |
| 18                                                                                         | Schoten             | 38                                 |                     | Scheidsrechters: Gabriella Gran Aina Hove Grensrechters: Jenni Heikkinen Nataša Pagon |

| 12 februari 2018 21:10 | Zweden | 8–0 (4–0, 1–0, 3–0) | Korea | Kwandong Hockey Centre Toeschouwers: 4.244 |

| Wedstrijdreferentie | Wedstrijdreferentie             | Wedstrijdreferentie | Wedstrijdreferentie | Wedstrijdreferentie                                                                                          |
| --- | ------------------------------- | ------------------- | ------------------- | --- |
| | Sara Grahn                      | Goalies             | Shin So-jung        | Scheidsrechters: Gabrielle Ariano-Lortie Drahomira Fialova Grensrechters: Johanna Tauriainen Jessica Leclerc |
| M. Nylén Persson (E. Alasalmi) (PP) – 04:00 E. Lundberg (F. Rask, E. Grahm) – 09:47 J. Fällman (F. Rask, S. Küller) – 10:17 E. Udén Johansson (L. Johansson) – 17:04 P. Winberg (E. Lundberg, E. Alasalmi) – 24:08 E. Nordin (P. Winberg) – 41:09 P. Winberg (E. Grahm, E. Nordin) – 41:45 R. Stenberg (P. Winberg) – 45:34 | 1–0 2–0 3–0 4–0 5-0 6–0 7–0 8–0 |                     |                     | Scheidsrechters: Gabrielle Ariano-Lortie Drahomira Fialova Grensrechters: Johanna Tauriainen Jessica Leclerc |
| 8 min | Penalty's                       | 6 min               |                     | Scheidsrechters: Gabrielle Ariano-Lortie Drahomira Fialova Grensrechters: Johanna Tauriainen Jessica Leclerc |
| 50 | Schoten                         | 19                  |                     | Scheidsrechters: Gabrielle Ariano-Lortie Drahomira Fialova Grensrechters: Johanna Tauriainen Jessica Leclerc |

| 14 februari 2018 12:10 | Zweden | 1–2 (0–0, 0–1, 1–1) | Zwitserland | Kwandong Hockey Centre Toeschouwers: 3.545 |

| Wedstrijdreferentie                             | Wedstrijdreferentie | Wedstrijdreferentie                                                                       | Wedstrijdreferentie | Wedstrijdreferentie                                                                             |
| ----------------------------------------------- | ------------------- | ----------------------------------------------------------------------------------------- | ------------------- | ----------------------------------------------------------------------------------------------- |
|                                                 | Sara Grahn          | Goalies                                                                                   | Florence Schelling  | Scheidsrechters: Nikoleta Celárová Katie Guay Grensrechters: Charlotte Girard-Fabre Lisa Linnek |
| Borgqvist (Olsson, Nyhlén Persson) (PP) – 47:35 | 0–1 1–1 1–2         | 33:51 – A. Müller (C. Meier, L. Stalder) (PP) 51:28 – P. Stänz (C. Meier, A. Müller) (PP) |                     | Scheidsrechters: Nikoleta Celárová Katie Guay Grensrechters: Charlotte Girard-Fabre Lisa Linnek |
| 12 min                                          | Penalty's           | 8 min                                                                                     |                     | Scheidsrechters: Nikoleta Celárová Katie Guay Grensrechters: Charlotte Girard-Fabre Lisa Linnek |
| 34                                              | Schoten             | 47                                                                                        |                     | Scheidsrechters: Nikoleta Celárová Katie Guay Grensrechters: Charlotte Girard-Fabre Lisa Linnek |

| 14 februari 2018 16:40 | Korea | 1–4 (0–2, 1–0, 0–2) | Japan | Kwandong Hockey Centre Toeschouwers: 4.110 |

| Wedstrijdreferentie           | Wedstrijdreferentie | Wedstrijdreferentie | Wedstrijdreferentie | Wedstrijdreferentie                                                                                |
| ----------------------------- | ------------------- | --- | ------------------- | -------------------------------------------------------------------------------------------------- |
|                               | Shin So-jung        | Goalies | Akane Konishi       | Scheidsrechters: Drahomira Fialova Nicole Hertrich Grensrechters: Jessica Leclerc Zuzana Svobodová |
| R. Griffin (Park Yo.) – 29:31 | 0–1 0–2 1–2 1–3 1–4 | 01:07 – H. Kubo (H. Toko, R. Ukita) 03:58 – S. Ono (S. Koike, H. Yoneyama) (PP) 51:42 – S. Koike (Hosoyamada, Yoneyama) (PP) 58:33 – R. Ukita (ENG) |                     | Scheidsrechters: Drahomira Fialova Nicole Hertrich Grensrechters: Jessica Leclerc Zuzana Svobodová |
| 6 min                         | Penalty's           | 4 min |                     | Scheidsrechters: Drahomira Fialova Nicole Hertrich Grensrechters: Jessica Leclerc Zuzana Svobodová |
| 13                            | Schoten             | 44 |                     | Scheidsrechters: Drahomira Fialova Nicole Hertrich Grensrechters: Jessica Leclerc Zuzana Svobodová |

## Knock-outfase

### Schema
|  | kwartfinale | kwartfinale                    | kwartfinale      |                                |   | halve finale | halve finale                   | halve finale |  |  | finale | finale  | finale |
|  |             |                                |                  |                                |   |              |                                |              |  |  |        |         |        |
|  |             |                                |                  |                                |   |              |                                |              |  |  |        |         |        |
|  |             | A1                             | Canada           | 5                              |   |              |                                |              |  |  |        |         |        |
|  |             |                                |                  | 5                              |   |              |                                |              |  |  |        |         |        |
|  |             |                                | KF1              | Olympische atleten uit Rusland | 0 |              |                                |              |  |  |        |         |        |
|  | A4          | Olympische atleten uit Rusland | KF1              | Olympische atleten uit Rusland | 0 | 6            |                                |              |  |  |        |         |        |
|  | A4          | Olympische atleten uit Rusland |                  |                                |   | 6            |                                |              |  |  |        |         |        |
|  | B1          | Zwitserland                    | 2                |                                |   |              |                                |              |  |  |        |         |        |
|  |             |                                |                  |                                |   |              |                                |              |  |  | HF1    | Canada  | 2      |
|  |             |                                | HF2              | Verenigde Staten (GWS)         | 3 |              |                                |              |  |  |        |         |        |
|  |             |                                |                  |                                |   |              |                                |              |  |  |        |         |        |
|  |             |                                |                  |                                |   |              |                                |              |  |  |        |         |        |
|  |             | A2                             | Verenigde Staten | 5                              |   | derde plaats | derde plaats                   | derde plaats |  |  |        |         |        |
|  |             |                                |                  | 5                              |   | derde plaats | derde plaats                   | derde plaats |  |  |        |         |        |
|  |             |                                | KF2              | Finland                        | 0 |              |                                |              |  |  |        |         |        |
|  | A3          | Finland                        | 7                |                                |   |              |                                |              |  |  |        |         |        |
|  | B2          | Zweden                         | 2                |                                |   |              |                                |              |  |  | HF1    | Finland | 3      |
|  |             |                                |                  |                                |   | HF2          | Olympische atleten uit Rusland | 2            |  |  |        |         |        |

|  | 5e-8e plaats | 5e-8e plaats | 5e-8e plaats |   |  | 5e/6e plaats | 5e/6e plaats | 5e/6e plaats |
|  |              |              |              |   |  |              |              |              |
|  |              |              |              |   |  |              |              |              |
|  | KF1          | Zwitserland  | 2            |   |  |              |              |              |
|  | B4           | Korea        | 0            |   |  |              |              |              |
|  |              |              |              |   |  |              |              |              |
|  |              |              |              |   |  |              |              |              |
|  |              |              |              |   |  |              |              |              |
|  |              |              |              |   |  |              | Zwitserland  | 1            |
|  |              |              | Japan        | 0 |  |              |              |              |
|  |              |              |              |   |  |              |              |              |
|  |              |              |              |   |  | 7e/8e plaats |              |              |
|  |              |              |              |   |  |              |              |              |
|  | KF2          | Zweden       | 1            |   |  | Zweden       | 6            |              |
|  | B3           | Japan        | 2            |   |  |              | Korea        | 1            |

### Wedstrijden

#### Kwartfinale
| 17 februari 2018 12:10 | Olympische atleten uit Rusland | 6–2 (1–0, 2–2, 3–0) | Zwitserland | Kwandong Hockey Centre Toeschouwers: 3.903 |

| Wedstrijdreferentie | Wedstrijdreferentie             | Wedstrijdreferentie                                                       | Wedstrijdreferentie | Wedstrijdreferentie                                                                                        |
| --- | ------------------------------- | ------------------------------------------------------------------------- | ------------------- | --- |
| | Nadezjda Morozova               | Goalies                                                                   | Florence Schelling  | Scheidsrechters: Nikoleta Celárová Gabriella Gran Grensrechters: Charlotte Girard-Fabre Johanna Tauriainen |
| A. Sjochina (SH2) – 07:22 V. Koelisjova (J. Smolina) – 33:53 L. Ganejeva (A. Sjochina) (PP) – 38:53 J. Dergatsjova (A. Sjochina) – 47:36 A. Sjochina (J. Dergatsjova) (PP) – 53:25 O. Sosina (SH, ENG) – 59:08 | 1–0 1–1 1–2 2–2 3–2 4–2 5–2 6–2 | 20:48 – A. Müller (C. Meier) 31:47 – L. Stalder (P. Stänz, C. Meier) (PP) |                     | Scheidsrechters: Nikoleta Celárová Gabriella Gran Grensrechters: Charlotte Girard-Fabre Johanna Tauriainen |
| 12 min | Penalty's                       | 8 min                                                                     |                     | Scheidsrechters: Nikoleta Celárová Gabriella Gran Grensrechters: Charlotte Girard-Fabre Johanna Tauriainen |
| 21 | Schoten                         | 19                                                                        |                     | Scheidsrechters: Nikoleta Celárová Gabriella Gran Grensrechters: Charlotte Girard-Fabre Johanna Tauriainen |

| 17 februari 2018 16:40 | Finland | 7–2 (3–0, 2–2, 2–0) | Zweden | Kwandong Hockey Centre Toeschouwers: 3.803 |

| Wedstrijdreferentie | Wedstrijdreferentie                 | Wedstrijdreferentie                                                                  | Wedstrijdreferentie       | Wedstrijdreferentie                                                                        |
| --- | ----------------------------------- | ------------------------------------------------------------------------------------ | ------------------------- | ------------------------------------------------------------------------------------------ |
| | Noora Räty                          | Goalies                                                                              | Sara Grahn Sarah Berglind | Scheidsrechters: Drahomira Fialova Katie Guay Grensrechters: Natasa Pagon Zuzana Svobodová |
| P. Nieminen (V. Hovi) – 06:12 R. Välilä (I. Rahunen) – 15:32 S. Tapani (N. Tulus, L. Välimäki) (PP) – 17:44 M. Karvinen (M. Tuominen, R. Savolainen) – 27:14 R. Välilä (M. Karvinen, S. Tapani) – 29:29 E. Nuutinen (N. Tulus, I. Rahunen) - 44:35 S. Hakala (A. Rajahuhta) - 57:47 | 1–0 2–0 3–0 4–0 4–1 5–1 5–2 6–2 7–2 | 28:53 – E. Nordin (E. Grahm, A. Svedin) 39:12 – R. Stenberg (M. Nyhlén-Persson) (SH) |                           | Scheidsrechters: Drahomira Fialova Katie Guay Grensrechters: Natasa Pagon Zuzana Svobodová |
| 4 min | Penalty's                           | 12 min                                                                               |                           | Scheidsrechters: Drahomira Fialova Katie Guay Grensrechters: Natasa Pagon Zuzana Svobodová |
| 31 | Schoten                             | 21                                                                                   |                           | Scheidsrechters: Drahomira Fialova Katie Guay Grensrechters: Natasa Pagon Zuzana Svobodová |

#### 5e-8e plaats
| 18 februari 2018 12:10 | Zwitserland | 2–0 (1–0, 1–0, 0–0) | Korea | Kwandong Hockey Centre Toeschouwers: 3.811 |

| Wedstrijdreferentie                                                                     | Wedstrijdreferentie | Wedstrijdreferentie | Wedstrijdreferentie | Wedstrijdreferentie                                                                                         |
| --------------------------------------------------------------------------------------- | ------------------- | ------------------- | ------------------- | --- |
|                                                                                         | Janine Alder        | Goalies             | Shin So-jung        | Scheidsrechters: Gabrielle Ariano-Lortie Katarina Timglas Grensrechters: Jenni Heikkinen Veronica Johansson |
| S. Zollinger (N. Bullo, L. Benz) (PP) – 16:35 E. Raselli (D. Rüegg, L. Altmann) – 38:52 | 1–0 2–0             |                     |                     | Scheidsrechters: Gabrielle Ariano-Lortie Katarina Timglas Grensrechters: Jenni Heikkinen Veronica Johansson |
| 2 min                                                                                   | Penalty's           | 8 min               |                     | Scheidsrechters: Gabrielle Ariano-Lortie Katarina Timglas Grensrechters: Jenni Heikkinen Veronica Johansson |
| 53                                                                                      | Schoten             | 19                  |                     | Scheidsrechters: Gabrielle Ariano-Lortie Katarina Timglas Grensrechters: Jenni Heikkinen Veronica Johansson |

| 18 februari 2018 16:40 | Zweden | 1–2 OT (0–0, 1–1, 0–0) (OT: 0–1) | Japan | Kwandong Hockey Centre Toeschouwers: 3.554 |

| Wedstrijdreferentie       | Wedstrijdreferentie | Wedstrijdreferentie                                               | Wedstrijdreferentie | Wedstrijdreferentie                                                               |
| ------------------------- | ------------------- | ----------------------------------------------------------------- | ------------------- | --------------------------------------------------------------------------------- |
|                           | Sara Grahn          | Goalies                                                           | Nana Fujimoto       | Scheidsrechters: Dina Allen Aina Hove Grensrechters: Jessica Leclerc Justine Todd |
| L. Johansson (SH) – 26:25 | 0–1 1–1 1–2         | 21:43 – S. Koike (H. Yoneyama, S. Ono) 63:16 – A. Toko (C. Osawa) |                     | Scheidsrechters: Dina Allen Aina Hove Grensrechters: Jessica Leclerc Justine Todd |
| 8 min                     | Penalty's           | 8 min                                                             |                     | Scheidsrechters: Dina Allen Aina Hove Grensrechters: Jessica Leclerc Justine Todd |
| 29                        | Schoten             | 37                                                                |                     | Scheidsrechters: Dina Allen Aina Hove Grensrechters: Jessica Leclerc Justine Todd |

#### 7e/8e plaats
| 20 februari 2018 12:10 | Zweden | 6–1 (2–1, 1–0, 3–0) | Korea | Kwandong Hockey Centre Toeschouwers: 4.125 |

| Wedstrijdreferentie | Wedstrijdreferentie           | Wedstrijdreferentie           | Wedstrijdreferentie     | Wedstrijdreferentie                                                                      |
| --- | ----------------------------- | ----------------------------- | ----------------------- | ---------------------------------------------------------------------------------------- |
| | Minatsu Murase Sarah Berglind | Goalies                       | Shin So-jung Han Do-hee | Scheidsrechters: Drahomira Fialova Aina Hove Grensrechters: Jenni Heikkinen Nataša Pagon |
| S. Küller (F. Rask, E. Udén Johansson) – 05:50 Alasalmi (Nylén Persson, Borgqvist) (PP) – 19:37 E. Grahm (F. Rask, E. Nordin) – 36:27 A. Svedin (L. Johansson, S. Hjalmarsson) – 43:05 F. Rask (M. Lindh) – 49:31 L. Johansson (Borgqvist, Hjalmarsson) – 57:19 | 1–0 1–1 2–1 3–1 4–1 5–1 6–1   | 06:21 – Han S. (Park J.) (PP) |                         | Scheidsrechters: Drahomira Fialova Aina Hove Grensrechters: Jenni Heikkinen Nataša Pagon |
| 6 min | Penalty's                     | 4 min                         |                         | Scheidsrechters: Drahomira Fialova Aina Hove Grensrechters: Jenni Heikkinen Nataša Pagon |
| 40 | Schoten                       | 16                            |                         | Scheidsrechters: Drahomira Fialova Aina Hove Grensrechters: Jenni Heikkinen Nataša Pagon |

#### 5e/6e plaats
| 20 februari 2018 16:40 | Zwitserland | 1–0 (1–0, 0–0, 0–0) | Japan | Kwandong Hockey Centre Toeschouwers: 3.958 |

| Wedstrijdreferentie | Wedstrijdreferentie | Wedstrijdreferentie | Wedstrijdreferentie | Wedstrijdreferentie                                                                                       |
| ------------------- | ------------------- | ------------------- | ------------------- | --- |
|                     | Florence Schelling  | Goalies             | Nana Fujimoto       | Scheidsrechters: Gabriella Gran Katarina Timglas Grensrechters: Charlotte Girard-Fabre Veronica Johansson |
| E. Raselli – 03:19  | 1–0                 |                     |                     | Scheidsrechters: Gabriella Gran Katarina Timglas Grensrechters: Charlotte Girard-Fabre Veronica Johansson |
| 6 min               | Penalty's           | 4 min               |                     | Scheidsrechters: Gabriella Gran Katarina Timglas Grensrechters: Charlotte Girard-Fabre Veronica Johansson |
| 14                  | Schoten             | 20                  |                     | Scheidsrechters: Gabriella Gran Katarina Timglas Grensrechters: Charlotte Girard-Fabre Veronica Johansson |

#### Halve finale
| 19 februari 2018 13:10 | Verenigde Staten | 5–0 (2−0, 2−0, 1−0) | Finland | Gangneung Hockey Centre Toeschouwers: 5.173 |

| Wedstrijdreferentie | Wedstrijdreferentie | Wedstrijdreferentie | Wedstrijdreferentie | Wedstrijdreferentie                                                                         |
| --- | ------------------- | ------------------- | ------------------- | ------------------------------------------------------------------------------------------- |
| | Maddie Rooney       | Goalies             | Noora Räty          | Scheidsrechters: Nikoleta Celárová Nicole Hertrich Grensrechters: Nataša Pagon Justine Todd |
| G. Marvin (M. Duggan, A. Pelkey) − 02:25 D. Cameranesi − 18:38 J. Lamoureux (Pannek, Cameranesi) (PP2) – 33:21 H. Knight (S. Morin, K. Coyne) (PP) − 33:55 D. Cameranesi (H. Brandt, A. Kessel) (PP) – 40:45 | 1−0 2−0 3−0 4−0 5–0 |                     |                     | Scheidsrechters: Nikoleta Celárová Nicole Hertrich Grensrechters: Nataša Pagon Justine Todd |
| 6 min | Penalty's           | 12 min              |                     | Scheidsrechters: Nikoleta Celárová Nicole Hertrich Grensrechters: Nataša Pagon Justine Todd |
| 38 | Schoten             | 14                  |                     | Scheidsrechters: Nikoleta Celárová Nicole Hertrich Grensrechters: Nataša Pagon Justine Todd |

| 19 februari 2018 21:10 | Canada | 5–0 (1–0, 1–0, 3–0) | Olympische atleten uit Rusland | Gangneung Hockey Centre Toeschouwers: 3.396 |

| Wedstrijdreferentie | Wedstrijdreferentie | Wedstrijdreferentie | Wedstrijdreferentie                      | Wedstrijdreferentie                                                                      |
| --- | ------------------- | ------------------- | ---------------------------------------- | ---------------------------------------------------------------------------------------- |
| | Shannon Szabados    | Goalies             | Valeria Tarakanova Nadezjda Aleksandrova | Scheidsrechters: Katie Guay Melissa Szkola Grensrechters: Lisa Linnek Johanna Tauriainen |
| J. Wakefield (N. Spooner, B. Turnbull) – 01:50 M. Poulin (M. Daoust) – 23:10 J. Wakefield (L. Fortino, B. Turnbull) – 41:59 E. Clark (L. Stacey, M. Mikkelson) – 42:30 R. Johnston (M. Daoust, H. Irwin) (PP) – 54:08 | 1–0 2–0 3–0 4–0 5–0 |                     |                                          | Scheidsrechters: Katie Guay Melissa Szkola Grensrechters: Lisa Linnek Johanna Tauriainen |
| 4 min | Penalty's           | 16 min              |                                          | Scheidsrechters: Katie Guay Melissa Szkola Grensrechters: Lisa Linnek Johanna Tauriainen |
| 47 | Schoten             | 14                  |                                          | Scheidsrechters: Katie Guay Melissa Szkola Grensrechters: Lisa Linnek Johanna Tauriainen |

#### Bronzen finale
| 21 februari 2018 16:40 | Finland | 3–2 (1–0, 2–1, 0–1) | Olympische atleten uit Rusland | Kwandong Hockey Centre Toeschouwers: 3.217 |

| Wedstrijdreferentie                                                                                             | Wedstrijdreferentie | Wedstrijdreferentie                                                                    | Wedstrijdreferentie | Wedstrijdreferentie                                                                             |
| --- | ------------------- | -------------------------------------------------------------------------------------- | ------------------- | ----------------------------------------------------------------------------------------------- |
| | Noora Räty          | Goalies                                                                                | Nadezjda Morozova   | Scheidsrechters: Dina Allen Gabrielle Ariano-Lortie Grensrechters: Jessica Leclerc Justine Todd |
| P. Nieminen (M. Tuominen, S. Tapani) (PP) – 02:23 S. Tapani (M. Karvinen) – 20:10 L. Välimäki (V. Hovi) – 32:18 | 1–0 2–0 2–1 3–1 3–2 | 22:40 – O. Sosina (L. Beljakova) 46:03 – L. Beljakova (M. Batalova, A. Sjtarjova) (PP) |                     | Scheidsrechters: Dina Allen Gabrielle Ariano-Lortie Grensrechters: Jessica Leclerc Justine Todd |
| 8 min | Penalty's           | 35 min                                                                                 |                     | Scheidsrechters: Dina Allen Gabrielle Ariano-Lortie Grensrechters: Jessica Leclerc Justine Todd |
| 22 | Schoten             | 22                                                                                     |                     | Scheidsrechters: Dina Allen Gabrielle Ariano-Lortie Grensrechters: Jessica Leclerc Justine Todd |

#### Finale
| 22 februari 2018 13:10 | Canada | 2–3 GWS (0–1, 2–0, 0–1) (OT: 0–0) (SO: 0–1) | Verenigde Staten | Gangneung Hockey Centre Toeschouwers: 4.467 |

| Wedstrijdreferentie                                                     | Wedstrijdreferentie | Wedstrijdreferentie                                                           | Wedstrijdreferentie | Wedstrijdreferentie                                                                             |
| ----------------------------------------------------------------------- | ------------------- | ----------------------------------------------------------------------------- | ------------------- | ----------------------------------------------------------------------------------------------- |
|                                                                         | Shannon Szabados    | Goalies                                                                       | Maddie Rooney       | Scheidsrechters: Nicole Hertrich Katarina Timglas Grensrechters: Lisa Linnek Johanna Tauriainen |
| H. Irwin (B. Turnbull) – 22:00 M. Poulin (M. Agosta, M. Daoust) – 26:55 | 0–1 1–1 2–1 2–2     | 19:34 – H. Knight (S. Morin, B. Decker) (PP) 53:39 – M. Lamoureux (K. Pannek) |                     | Scheidsrechters: Nicole Hertrich Katarina Timglas Grensrechters: Lisa Linnek Johanna Tauriainen |
| 12 min                                                                  | Penalty's           | 6 min                                                                         |                     | Scheidsrechters: Nicole Hertrich Katarina Timglas Grensrechters: Lisa Linnek Johanna Tauriainen |
| 31                                                                      | Schoten             | 42                                                                            |                     | Scheidsrechters: Nicole Hertrich Katarina Timglas Grensrechters: Lisa Linnek Johanna Tauriainen |

Antwerpen 1920 · 
Chamonix 1924 · 
St. Moritz 1928 · 
Lake Placid 1932 · 
Garmisch-Partenkirchen 1936 · 
St. Moritz 1948 · 
Oslo 1952 · 
Cortina d'Ampezzo 1956 · 
Squaw Valley 1960 · 
Innsbruck 1964 · 
Grenoble 1968 · 
Sapporo 1972 · 
Innsbruck 1976 · 
Lake Placid 1980 · 
Sarajevo 1984 · 
Calgary 1988 · 
Albertville 1992 · 
Lillehammer 1994 · 
Nagano 1998 · 
Salt Lake City 2002 · 
Turijn 2006 · 
Vancouver 2010 · 
Sotsji 2014 · 
Pyeongchang 2018 · 
Peking 2022

Lijst van olympische medaillewinnaars
Alpineskiën · Biatlon · Bobsleeën · Curling · Freestyleskiën · Kunstrijden · Langlaufen · Noordse combinatie · Rodelen · Schaatsen · Schansspringen · Shorttrack · Skeleton · Snowboarden · IJshockey